# Gyorin
Le gyorin (lit. « relations de voisinage ») est un concept néo confucéen développé dans la Corée de la période Joseon. Le terme est conçu pour identifier et caractériser une politique diplomatique qui établit et maintient des relations amicales avec les pays voisins. Il est interprété et compris en tandem avec un terme corollaire, le sadae ou politique « au service du grand » à l'égard de la Chine impériale. 
L'enseignement confucéen contribue à la formation du gyorin et du sadae comme cadre rituel, conceptuel et normatif pour l'interprétation des interactions et de la prise de décision politique.

## Politique étrangère multi-nationale
La raison d'être exprimée par le concept gyorin est appliquée à une politique étrangère multi-nationale. Les textes savants de la dynastie Joseon ont tendance à se concentrer sur les relations diplomatiques avec la Chine et le Japon, mais la nature intermédiaire des contacts gyorin, par exemple les échanges diplomatiques et commerciaux Joseon-Ryūkyū - sont tout aussi importants. Des émissaires du royaume de Ryūkyū sont reçus par le roi Taejo de Joseon en 1392, 1394 et 1397. Le Siam envoie un ambassadeur à la cour de Taejo en 1393.
La politique stratégique à long terme gyorin se déploie dans le cadre de la diplomatie bilatérale (en) et des échanges commerciaux avec le peuple des Jurchens, le Japon, le royaume de Ryūkyū, le Siam et autres entités nationales. Au fil du temps, les politiques commerciales et diplomatiques sont perçues par les partenaires de Joseon comme la porte traditionnelle par laquelle les tendances des principes philosophiques néo-confucéenne sont reconnues.
Le royaume Joseon fait tous les efforts pour maintenir une relation bilatérale amicale avec la Chine pour des raisons ayant trait à la fois à la realpolitik et à une vision d'un monde confucéen plus idéaliste dans lequel la Chine est considérée comme le centre de l'univers moral confucéen. La diplomatie Joseon n'en est pas moins consciente et sensible à la realpolitik dans la mise en œuvre de la politique gyorin.
La nature unique des échanges diplomatiques bilatéraux gyorin évolue à partir d'un cadre conceptuel élaboré par les Chinois. Peu à peu, les modèles théoriques seront modifiés, reflétant l'évolution d'une relation unique.